# 신흥동 (광주)
신흥동(新興洞)은 광주광역시 광산구의 행정동이다.

## 연혁
- 1914년 : 고내성, 소지, 우산등 3개면을 통합하여 송정면 신촌리, 도호리로 개칭.
- 1937년 : 송정읍 승격
- 1986년 11월 1일 : 송정시 승격, 신흥동으로 개칭.
- 1988년 1월 1일 : 광주직할시 편입, 광산구 신흥동.
- 1995년 1월 1일 : 광주광역시 승격, 광산구 신흥동.

## 법정동
이 동에 법정동으로 신흥동은 존재하지 않는다.
- 신촌동
- 도호동

## 교육
- 송정동초등학교

## 교통
- 송정공원역
- 공항역
- 광주공항